# Francisco Smythe
Francisco Javier Smythe Treuer (Puerto Montt, 17 de abril de 1952 - Santiago, 23 de noviembre de 1998) fue un pintor y artista visual chileno. 

## Biografía
Estudió en la Facultad de Belles Artes de la Universidad de Chile en Santiago, donde tuvo como profesores a Francisco Brugnoli, Adolfo Couve y Rodolfo Opazo; participó en numerosas exposiciones colectivas e individuales, bienales y concursos internacionales en los principales museos y galerías de Chile (1971-1978); enseñó pintura y dibujo en su alma máter (1974-1981), frecuentó las facultades de Letras y Filosofía en el Instituto de Historia del Arte y de Arquitectura de la Universitá degli Studi de Florencia (1979-1981). Durante su estadía en esa ciudad italiana en la que vivió varios años incursionó en el campo de la gestión cultural y las realizaciones fílmicas.
Realizó performances y filmes de autor, y participó en eventos internacionales en diferentes ciudades de Europa, Estados Unidos y Sudamérica (1979-1985). Fue un activo miembro de la vanguardia nacional, uno de los protagonistas de la Escena de Avanzada. Obtuvo varias becas para perfeccionarse, como la del gobierno italiano, la del Instituto Italo-Latinoamericano de Roma, la de la Fundación BHC para las Artes de Santiago y la de Creación Artística y Desarrollo Científico de la Universidad de Chile.
Se desempeñó como director de la Universidad de Artes, Ciencias y Comunicación (UNIACC).
Falleció en Santiago, producto de un cáncer linfático.
Su esposa fue la artista visual Paulina Humeres (Santiago, 19.08.1954), que había sido alumna suya y con quien se casó a fines de los años 1970. Después de la muerte del pintor, Humeres se ha dedicado a preservar y divulgar su obra y ha sido curadora de varias exposiciones de Smythe.

## Estilo
Francisco Smythe comenzó su carrera artística en los años 1970 como conceptualista en la llamada Escena de Avanzada. En aquella época realizó cinco series de las que Perdidos (1974) es la más política. Se trataba de dibujos, cuyo tema eran noticias rescatadas de periódicos sobre personas extraviadas en los que Smythe "comienza a hacer interactuar la imagen con los insertos de escritura […]; tomaba de la prensa la imagen de una persona perdida —eran la época de los desaparecidos— y la transformaba en una metáfora de la situación política de esos años, llevando las frases extrapoladas de los diarios, escribiéndolas a mano, con letra set o instrumentos serigráficos", explica el crítico Justo Pastor Mellado, curador, junto con la viuda del pintor, Paulina Humeres, de la exposición Smythe ‘74-’77 (2015).
En aquella serie, entre los buscados figura una mujer de 68 años, un hombre de 20 ("ambos con sus facultades mentales perturbadas"), una niña de 11 años que un día de primavera salió de su casa acompañada por una mujer; ese año de 1974, su primo   John McLeod, actor del Teatro Aleph, fue detenido desaparecido y Smythe se convirtió "en el primero en hablar del tema a través del arte". También fue "uno de los adelantados en plantear un gesto gráfico que remeda a las páginas del diario, y que mezcla la escritura, la fotografía y la mancha para hacer diagramas visuales de la contingencia", así como en uso de la fotocarnet en el arte chileno.
Otra serie del periodo preEuropa  es Paisaje urbano (1977), collages sobre su vida diaria en San Diego y Franklin, "barrios en los que vivió tras llegar desde Puerto Montt en 1968, para estudiar arte en la Universidad de Chile" y que salió a recorrer con el fotógrafo Pepe Moreno (las imágenes del fotolibro Smythe fueron expuestas en la galería Cromo en 1977). San Diego. Naturaleza muerta (1978) es otra de las series de esa época; en ella "su obra adopta una técnica de la poesia literaria: la division en estrofas". "Se ha querido hallar en sus telas narrativas, planteadas mediante la sucesión de cuadros pequeños o medianos, un recurso como la historieta y sus fotogramas. Smythe no relata episodios: canta estados de ánimo. Es un lírico inveterado, y compone equivalentes pictóricos de la copla", explica el breve texto que le dedica el catálogo de la exposición Una imagen llamada palabra, que inauguró el Centro Nacional de Arte Contemporáneo Cerrillos en septiembre de 2016 reflejando el último medio siglo del arte chileno.
Sus obras se vieron influenciadas por el expresionismo abstracto estadounidense; incorporó "el dripping, la mancha, juegos de transparencias y el uso de materiales extra pictóricos como la fotografía, páginas de prensa y signos geográficos".
"Reconocido por explorar los estatutos de la representación y la materialidad a través de su obra, así como también por el nexo que establece entre éstas y su contexto social e histórico", Smythe señalaba en 1967: “Denunciar, develar una realidad que existe, que veo, que considero. Debe existir una toma de conciencia, sobre una realidad que patentiza la deshumanización de nuestra civilización actual. Me interesa una situación de conflicto con el medio, es decir, reflejar el medio actual y tantear el conflicto del hombre y el medio”.
Esa primera faceta política es poco conocida; Smythe es "recordado por sus alegres y coloridas pinturas de corazones, palmeras y montañas que a fines de los 80 hicieron furor en el circuito galerístico local".
Fue en Europa, en Florencia donde su obra cambió radicalmente. En esa ciudad, a la que llegó a principios de 1979 con su esposa, Paulina Humeres, se empapó de la transvanguardia italiana y el pop art. Sus pinturas "se llenan de color, mezcla técnicas, usa íconos que remiten a lo natural, las montañas, las palmeras y los corazones". Smythe "recurrió a un imaginario fantástico que se relacionaba con su memoria, sus sueños, su infancia y con su tierra natal. Su opción por los colores brillantes y planos sobre fondos blancos o negros, mostraban una ruptura con las tonalidades tradicionales de la pintura chilena". Es "con esa obra colorida, suelta y libre" que "vuelve en 1985 a Chile. El recibimiento no es cálido. La Escena de Avanzada, con Nelly Richard a la cabeza, le da la espalda". Desde entonces Smythe realizó una serie de visitas cortas a su país, hasta regresar definitivamente poco antes de su muerte.
Sin embargo, como señala Mellado, Smythe encontró nuevos aliados, jóvenes pintores que se enfrentaban al pesimismo y seriedad del arte en boga: "Al grupo de Samy Benmayor, Bororo y Matías Pinto le dice que no tienen que avergonzarse y que sus obras tienen un origen en Matta. Les inventa un mentor y una misión: ‘Romper con la escasa variedad tonal de la pintura chilena’".
En la exposición de 1998, que no llegaría a inaugurar en la Sala de Arte del Edificio CTC, pues fallecería dos días antes, confirmó su espíritu innovador y volvió a "romper esquemas, mostrando obras digitales y esculturas en fibra óptica, que abrían nuevas lecturas de su trabajo". Como ha explicado su viuda, "siempre veía más allá, siempre estaba anticipando e inyectando de energía a mucha gente. Al final estaba muy interesado en las comunicaciones virtuales, las relaciones entre las personas, el futuro".

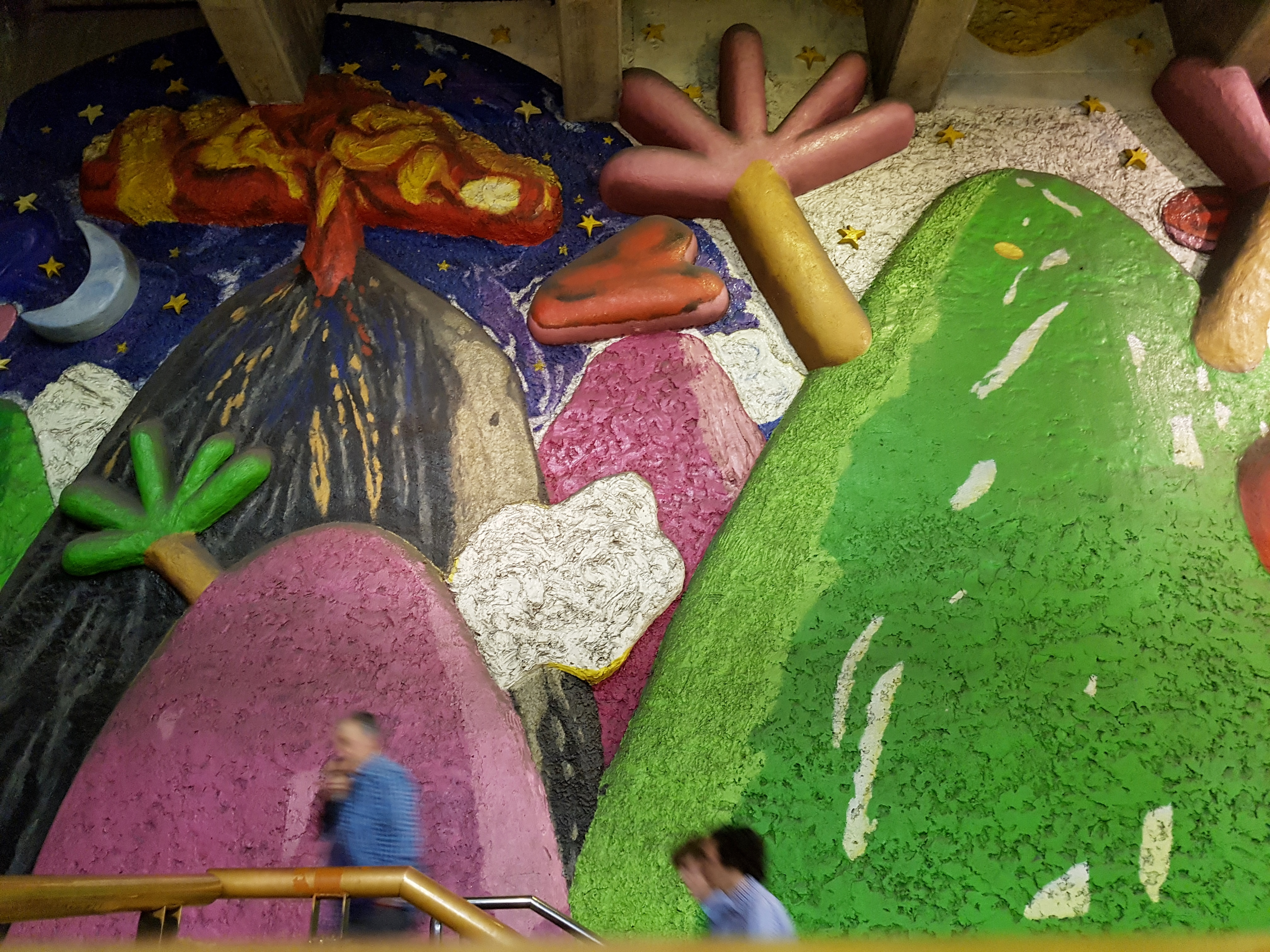
Detalle de Vía Láctea con los típicos íconos coloridos de Smythe: volcanes, montañas, corazón, palmeras

Su última gran obra, Vía Láctea, la ven miles de personas diariamente: inaugurada en mayo de 1998, hoy adorna la estación de metro Baquedano (más de 225 m² de muros en el espacio que conecta con la Línea 5). Este trabajo, complejo para el artista, lo terminó cuando estaba a punto de morir. Smythe hizo el diseño y, antes de su primera operación de médula, alcanzó a ver la obra gruesa montada. Dejó dos ayudantes a cargo, pero apenas se recuperó un poco fue a ver los avances del trabajo. Llegó sin pelo, hinchado y en silla de ruedas. Y de noche "para que nadie lo viera, porque era muy pudoroso", recordaba en 2005 Javier Pinto, director de MetroArte. El artista no pudo asistir a la inauguración. Las serigrafías que se regalaron esa noche incluían una firma digital de Smythe, que el propio Pinto tuvo que pedirle en su lecho de muerte, en la clínica Las Condes. En el gran mural están presentes también algunos de los íconos típicos de Smythe. 
Paulina Humeres considera que "se hizo una lectura banal de su pintura". "La gente piensa que sus corazones son corazones de amor y lo que menos tienen es de eso. Son corazones contenidos, demarcados con una línea negra, nunca expansivos. Su obra es un autorretrato"”, afirma su viuda.
Smythe hizo también performances, filmes y objetos prácticos, como la mesa Cuore lungo, que exhibió en 1988 en una muestra colectiva en Italia, dedicada al arte y la cocina. "La mesa tiene un corazón que la divide en dos. A partir de ella, Francisco comenzó a diseñar otros muebles a lo largo de su carrera", cuenta Paulina Humeres.

## Obras en colecciones y lugares públicos
- Dos litografías en el Museo de Bellas Artes de Santiago
- Sin título, mixta sobre tela, 201 x 151 cm en la Colección de Arte Nestlé
- Montañas, 1993, acrílico, témpera y vinílico sobre papel, 70 x 100 cm en la Colección Revista Cosas
- Vía Láctea (técnica mixta, 1998), mural en la estación de metro Baquedano, Santiago
- Librería Altamira, Santiago
- Museo de Arte Moderno Chiloé, Castro
- Borges en la plástica (1975), Museo de Arte Contemporáneo de Santiago
- Notturno phantastiko con cuore (1984, acrílico sobre tela), Museo de Artes Visuales, Santiago
- P.O.E.M.A. (1991, acrílico sobre tela / impresión serigráfica sobre acetato, 105x215 cm), Museo de la Solidaridad Salvador Allende, Santiago

## Premios y reconocimientos
- Primer Premio de Dibujo, I Bienal Nacional de Gráfica 1978, Museo de Bellas Artes de Santiago
- Tercer Premio de Dibujo, Academia Internazionale d'Arte Moderna 1979, Roma
- Segundo Premio de Dibujo, IV Bienale Internazionale 1980, Accademia Internazionale d'Arte Moderna, Roma
- Segundo Premio Gráfica, V Bienale Internazionale Accademia Internazionale d'Arte Moderna 1981, Roma
- Tercer Premio, En la Huella de Van Gogh 1990, Embajada de Holanda, Galería Arte Actual, Santiago
- Segundo Premio Alfredo Valenzuela Puelma, X Bienal Internacional de Arte 1991, Valparaíso
- Segundo Lugar en Concurso de Pintura El Arte en el Mundo del Café 1997, Galería Plástica Nueva, Santiago
- Premio Nacional de la Crítica 1993, Santiago
- Hijo Ilustre de Puerto Montt (1994)
- Premio Chaplin-Procom 1995 por la mejor escenografía del año creada para Canal 13 de la Universidad Católica, Santiago
- Segundo Lugar, Exposición El Arte en el Mundo del Café 1997, Galería de Arte Isabel Aninat
- Premio Póstumo 1998, Universidad de Artes, Ciencias y Comunicación (UNIACC), Santiago

## Exposiciones individuales
- Dibujos, Galería Época, Santiago, 1976
- Galería Arte Actual, Santiago, 1985
- La Natura Viva, Galería del Arte Moderno L´Indiano, Florencia, 1985
- Galleria Mazzochi, Parma, 1987
- Círculo Náutico La Vela, Santa Caterina di Nardò, Nardò, 1987
- Galleria Campidoglio, Verona, 1987
- Galleria A2, Florencia, 1987
- Galleria la Vecchia Farmacia, Forte dei Marmi, 1987
- Ken's Art Gallery, Florencia, 1987
- Chile. Nuevas Generaciones, Galería Arte Actual, Buenos Aires, 1987
- Telamone, Centro d'Arte, Lecce, 1988
- Galería Forum, Lima, 1988
- Vetrina (Escaparate), instalación, Florencia, 1988
- Galleria Stamperia La Bezuga, Florencia, 1989
- Arredo (Muebles), International Art and Design, Basilea, 1989
- Galería Arte Actual, Santiago, 1989
- Gallerie Mise en Scene, Versailles, 1990
- Ken's Art Gallery, Florencia, 1990
- Instituto Italo - Latino Americano, Roma, 1991
- Fundación Calouste Gulbenkian, Lisboa, 1991
- Galleria San Fedele, Milán, 1992
- Veinte Años de Creatividad, Museo de Bellas Artes de Santiago, 1992
- Retrospectiva, Museo de Arte Moderno La Tertulia, Cali, 1992
- Cama, Galería Plástica Nueva San Francisco, Santiago, 1992
- Chile Today - Arte Contemporáneo de Chile, Museo de Arte Contemporáneo Hara, Tokio, 1992
- Francisco J. Smythe. Soportes y formatos insólitos, Galería Plástica Nueva, Santiago, 1992
- Galería Plástica Nueva, Santiago, 1993
- Retrospectiva, Casa del Arte Diego Rivera, Puerto Montt, 1994
- Instalación y exposición en el Museo de Arte Contemporáneo (MARCO), Monterrey, 1994
- Smythe - Años '90, Sala de Arte del Edificio CTC, Santiago, 1998
- Iconos, Galería Stuart, Santiago, 2006
- Iconos II, Casas de Lo Matta, Santiago, 2007
- Iconos II, galería StuArt, Santiago, 2010
- La línea del horizonte divide nuestra conciencia, Casa del Arte Diego Rivera, Puerto Montt, 2014
- Smythe ‘74-’77, galería D21, Santiago, 2015
- Palacio Medici Riccardi, Florencia, 2018[13]